# Histoloog
Een histoloog is een bioloog die bouw en functie van weefsels van organismen bestudeert of een medisch specialist die de pathologie van alleen menselijke weefsels bestudeert. Een weefsel is een groepje cellen die dezelfde vorm en functie hebben.
Bekende histologen:
- Richard Altmann
- Santiago Ramón y Cajal
- Camillo Golgi
- Hans Christian Gram
- Rudolf Albert Kölliker
- Louis Ranvier